# Sin & Punishment: Star Successor
'Sin & Punishment: Star Successor' é a sequência do jogo exclusivo para o Japão do Nintendo 64, Sin and Punishment: Hoshi no Keishōsha (relançado mundialmente pelo Virtual Console do Wii). O jogo foi lançado para o Wii em 29 de outubro de 2009 no Japão e será lançado no 2 º trimestre de 2010 na América do Norte e na Europa. Foi primeiramente anunciado pela Nintendo em uma conferência em 2 de outubro de 2008.